# Fissidens obscurus
Fissidens obscurus är en bladmossart som beskrevs av Mitten 1859. Fissidens obscurus ingår i släktet fickmossor, och familjen Fissidentaceae. Inga underarter finns listade i Catalogue of Life.